# Organizacja Wojskowa Pomorza
Organizacja Wojskowa Pomorza (inna nazwa: Organizacja Wojskowa „Pomorze”) – polska organizacja konspiracyjna działająca od końca 1939 do zakończenia II wojny światowej na Pomorzu Gdańskim.
Utworzona została w osiedlu leśnym koło Wymysłowa nad jeziorem Kałębie z inicjatywy kolejarza Franciszka Kłosa ps. „Gruby” z Tczewa. W początkowym okresie liczyła zaledwie kilkunastu członków i działała w rejonie Okarpca i Śliwic w powiecie tucholskim. W następnych latach pozyskano ochotników z okolicy Kościerzyny, tak że organizacja rozrosła się do około 50 osób. W swojej działalności nawiązywała do tradycji i form działania organizacji o takiej samej nazwie z końcowych lat (1918–1920) zaboru pruskiego. Przede wszystkim gromadzono i ukrywano broń po polskich żołnierzach z wojny obronnej 1939, prowadzono działalność charytatywną, m.in. wysyłano paczki z żywnością i odzieżą polskim jeńcom wojennym, a także zorganizowano sieć wywiadowczą obejmującą placówki w Śliwicach, Bydgoszczy, Chojnicach, Gdyni i Tczewie. Podejmowano też akcje sabotażowe, m.in. na węzłach kolejowych tczewskim i pelplińskim oraz w majątku Plochocin. 
Pod zwierzchnictwem Organizacji Wojskowej Pomorza działała grupa partyzancka. W 1944 podporządkowała się zgrupowaniu Armii Krajowej „Cisy-100” Alojzego Bruskiego ps. „Grab”. W drugiej połowie 1944 została nawiązana współpraca z sowieckimi grupami desantowymi, które licznie działały na Pomorzu. Organizacja ujawniła się wiosną 1945 przed wkraczającymi wojskami sowieckimi, aby nie narażać się na represje ze strony NKWD.